# Gruta da Rua do Algar
A Gruta da Rua do Algar é uma gruta portuguesa localizada na freguesia da Feteira concelho da Horta, ilha do Faial, arquipélago dos Açores.
Esta formação geológica apresenta uma geomorfologia de Tubo de lava em campo de lava.